# (2837) Griboedov
(2837) Griboedov (1971 TJ2) – planetoida z pasa głównego asteroid okrążająca Słońce w ciągu 4,95 lat w średniej odległości 2,9 j.a. Odkryta 13 października 1971 roku.